# Syrets (métro de Kiev)
Syrets (ukrainien : Сирець) est une station terminus de la ligne Sirets'ko-Petchers'ka (M3) du métro de Kiev. Elle est située dans le raïon de Chevtchenko de la ville de Kiev en Ukraine.
Mise en service en 2004, elle est desservie par les rames de la ligne M3. Le service est arrêté ou perturbé depuis l'invasion de l'Ukraine par la Russie en 2022.

## Situation sur le réseau
Établie en souterrain, la station Syrets, est une station terminus de la Ligne Sirets'ko-Petchers'ka (M3) du métro de Kiev. Elle est située avant la station Dorohojytchi, en direction du terminus est, Tchervonyï khoutir.
Elle dispose d'un quai central encadré par les deux voies de la ligne.

## Histoire
La station Syrets est mise en service le 14 octobre 2004, lors de l'ouverture à l'exploitation de la section de Dorohojytchi à Syrets. Elle est conçue par les architectes : T. Tselikovskaya, V. Gneverev, A. Nashivochnikov avec la participation d'E. Badyaeva et Yu. Kravchenko.

## Services aux voyageurs

### Accès et accueil

Installations
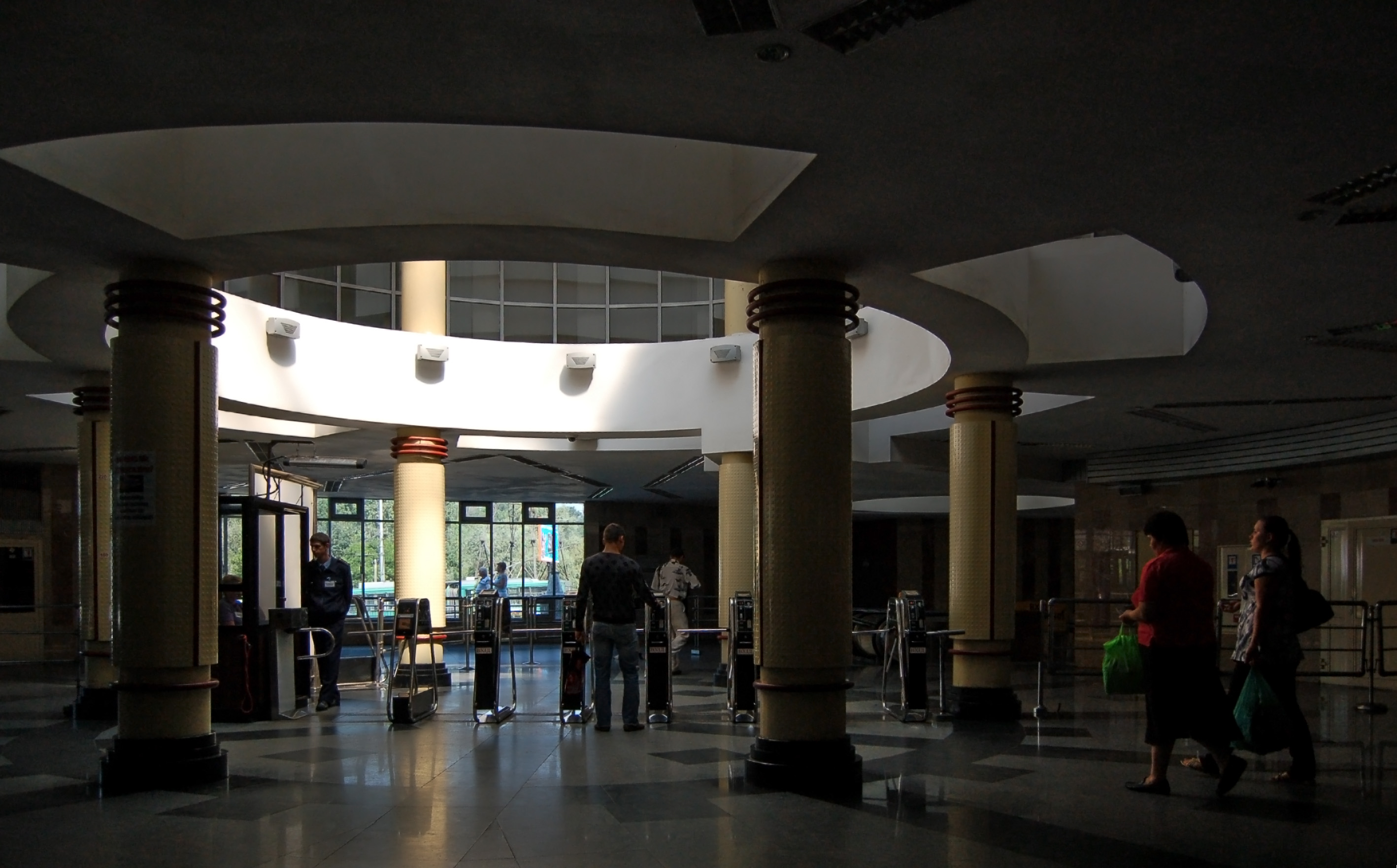
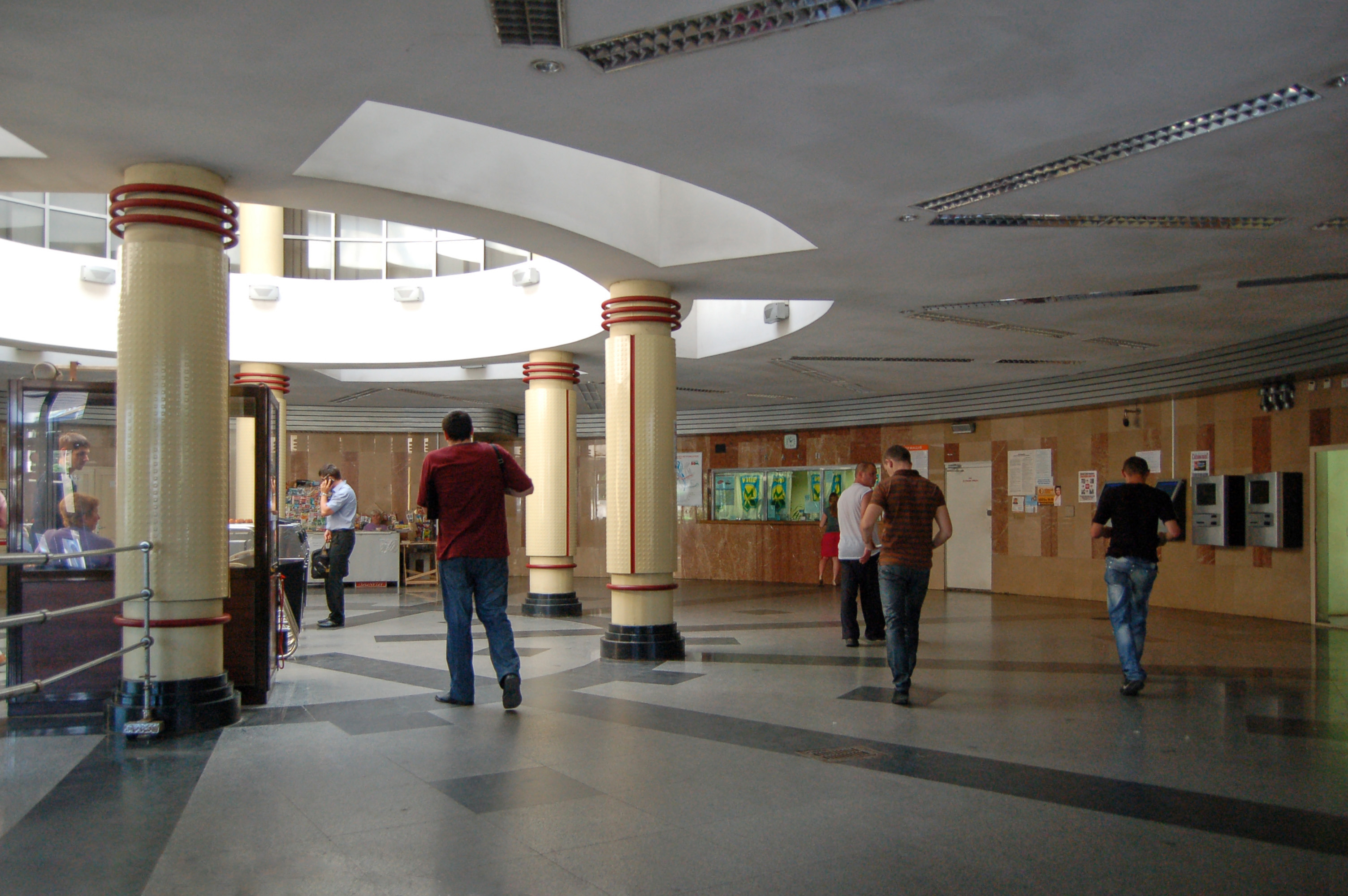
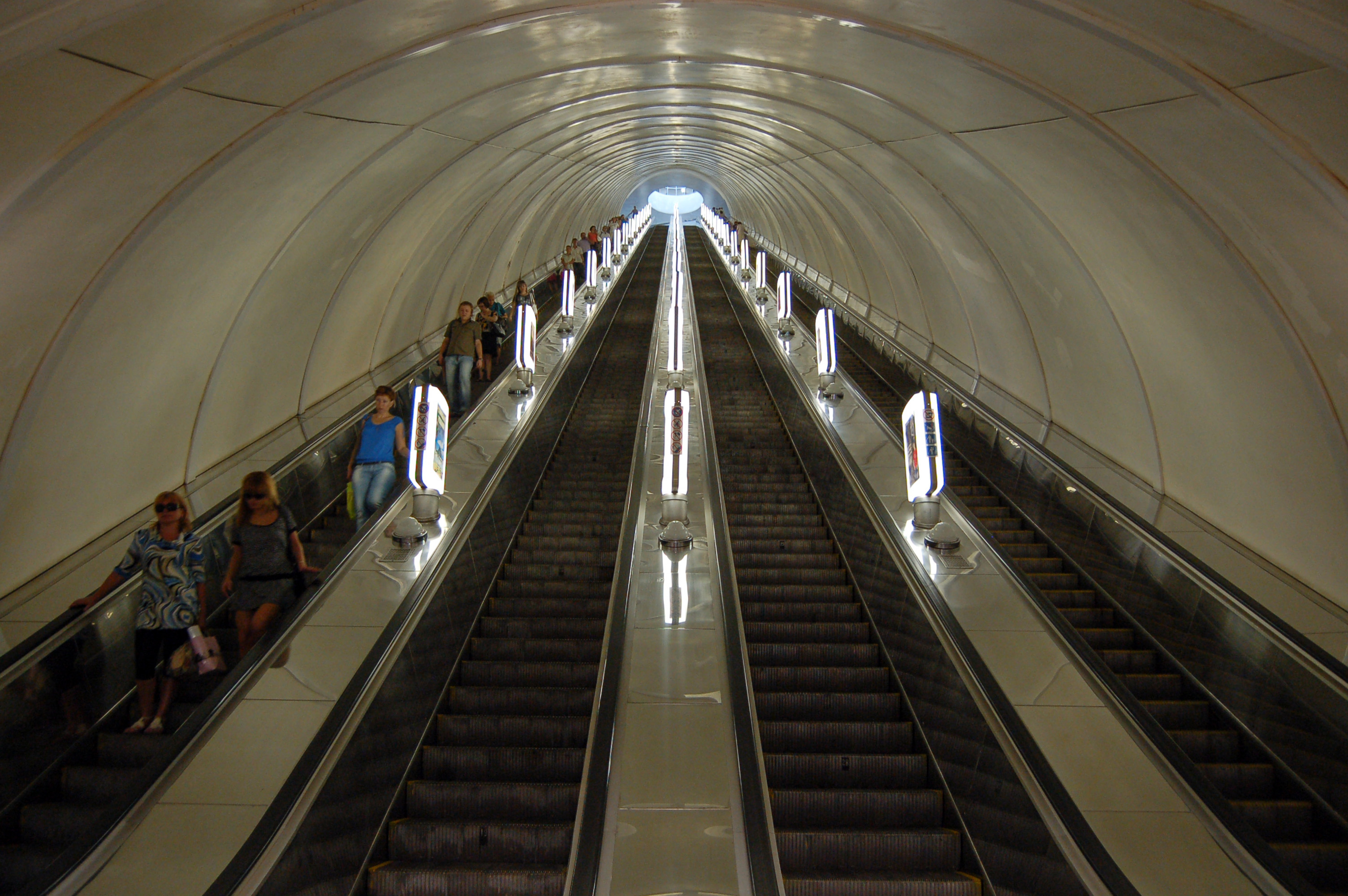

### Desserte
Syrets est desservie par les rames de la ligne M3.

Installations et desserte
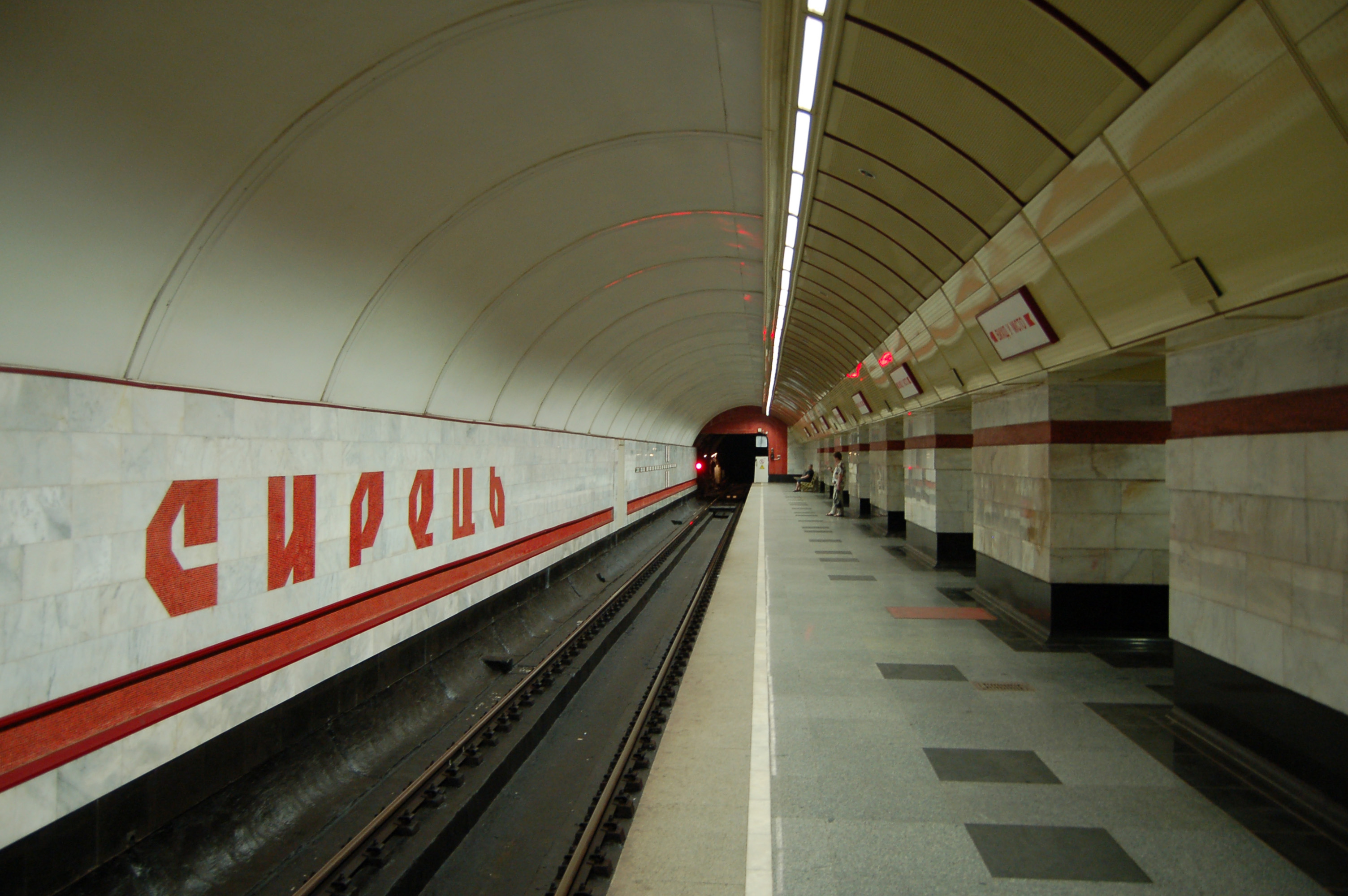
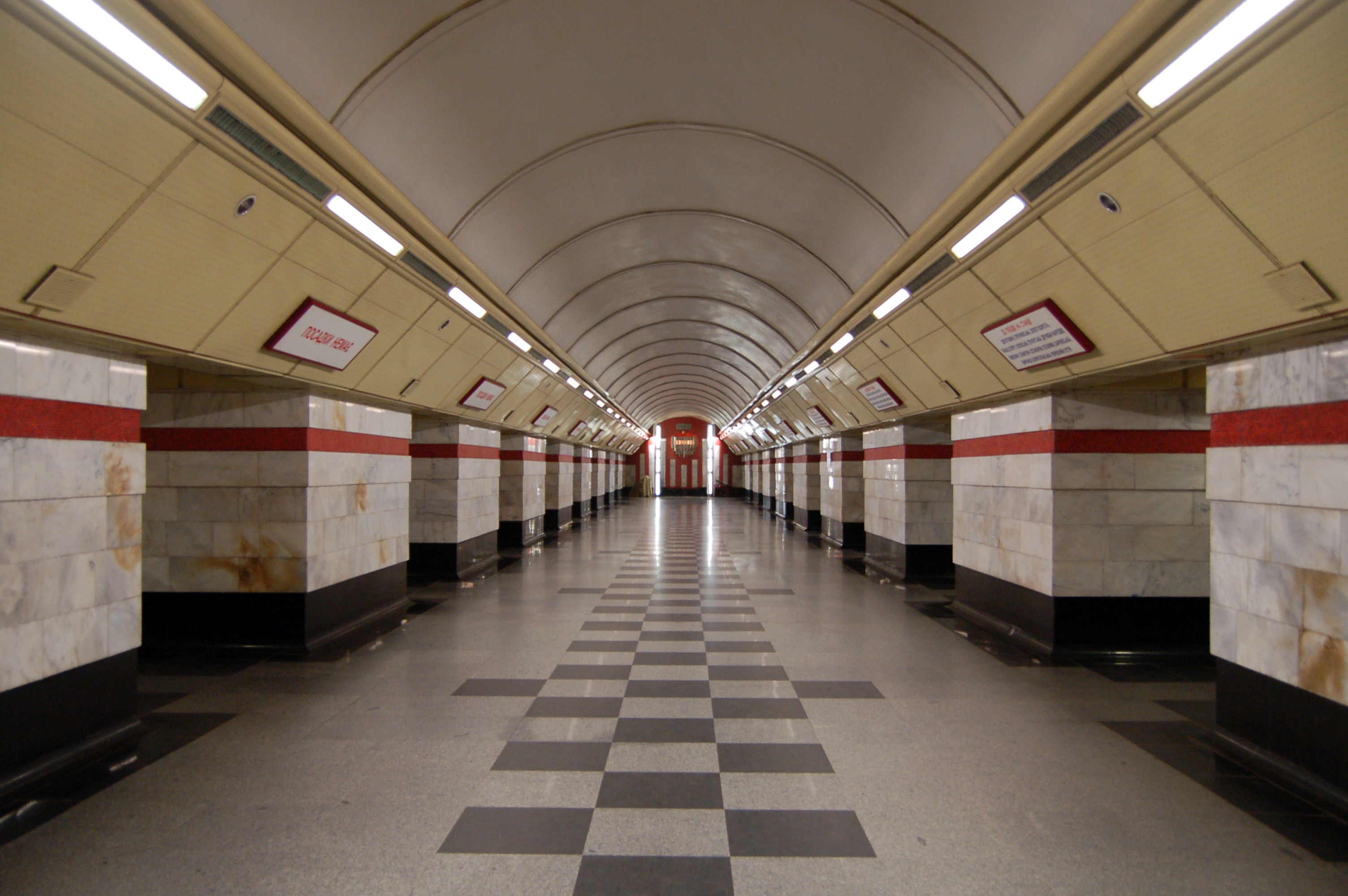
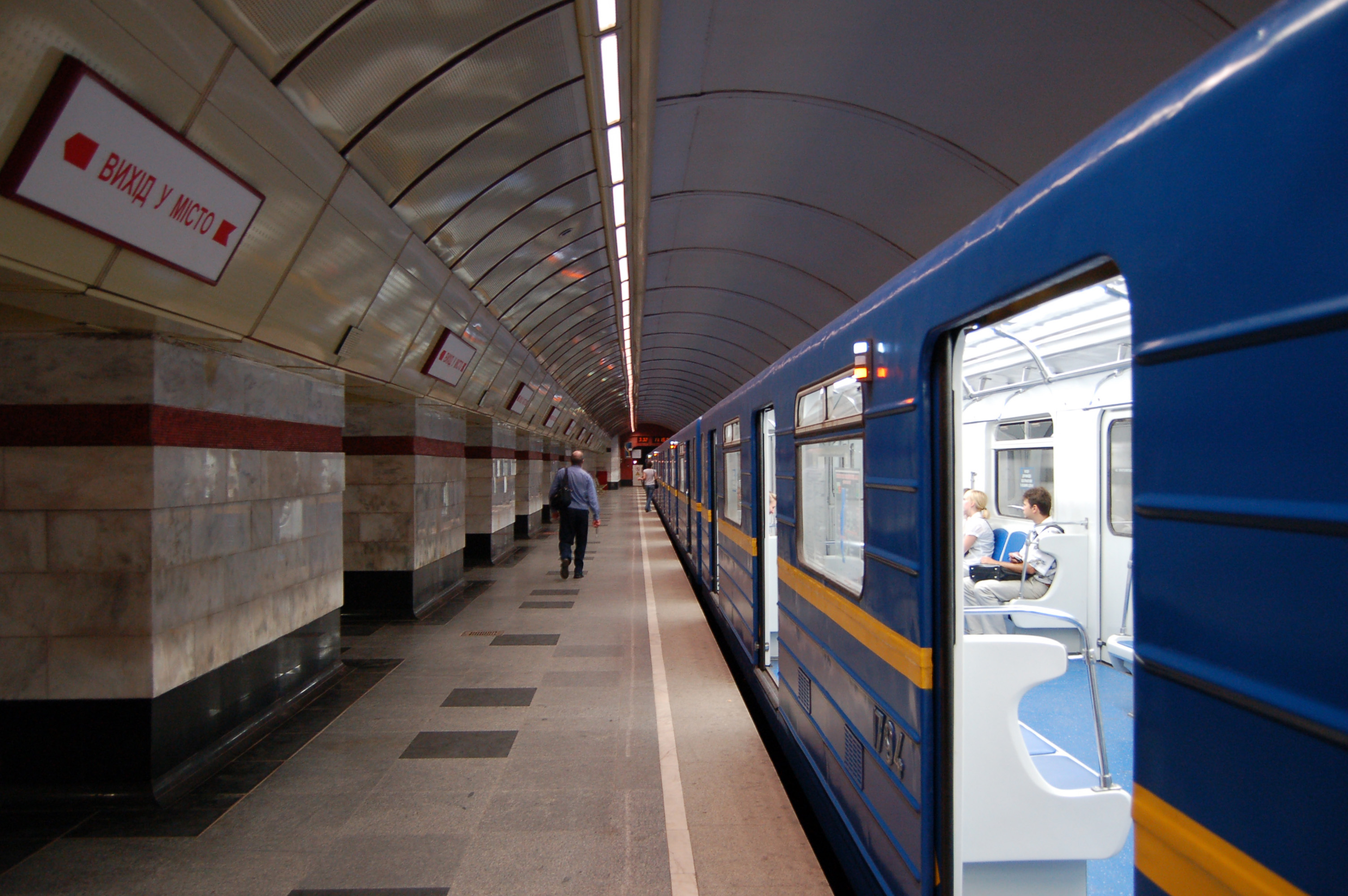

### Intermodalité
La station est en correspondance avec la gare de Syrets de la ligne circulaire du Train urbain électrifié de Kiev.